# Kollegialitetsprincippet
Kollegialitetsprincippet blev indført i det samlede Romerrige, omkring år 500 e.kr. for at forhindre enevælde og magtmisbrug. Man valgte flere ligestillede embedsmænd til de samme niveauer i embedet, så de kunne kontrollere hinanden, og magten ikke blev centraliseret hos én person. Derudover havde man kun sin embedsstilling et år af gangen. Dog var det anderledes hvis man var censor, dette var en stilling man kunne opnå efter mange år som embedsmænd på forskellige niveauer. En censor var datidens skatteopkræver, og man havde denne stilling fem år af gangen.

## Reference
1. ↑  Overblik over Romerriget (Webside ikke længere tilgængelig)